# Leni Stern

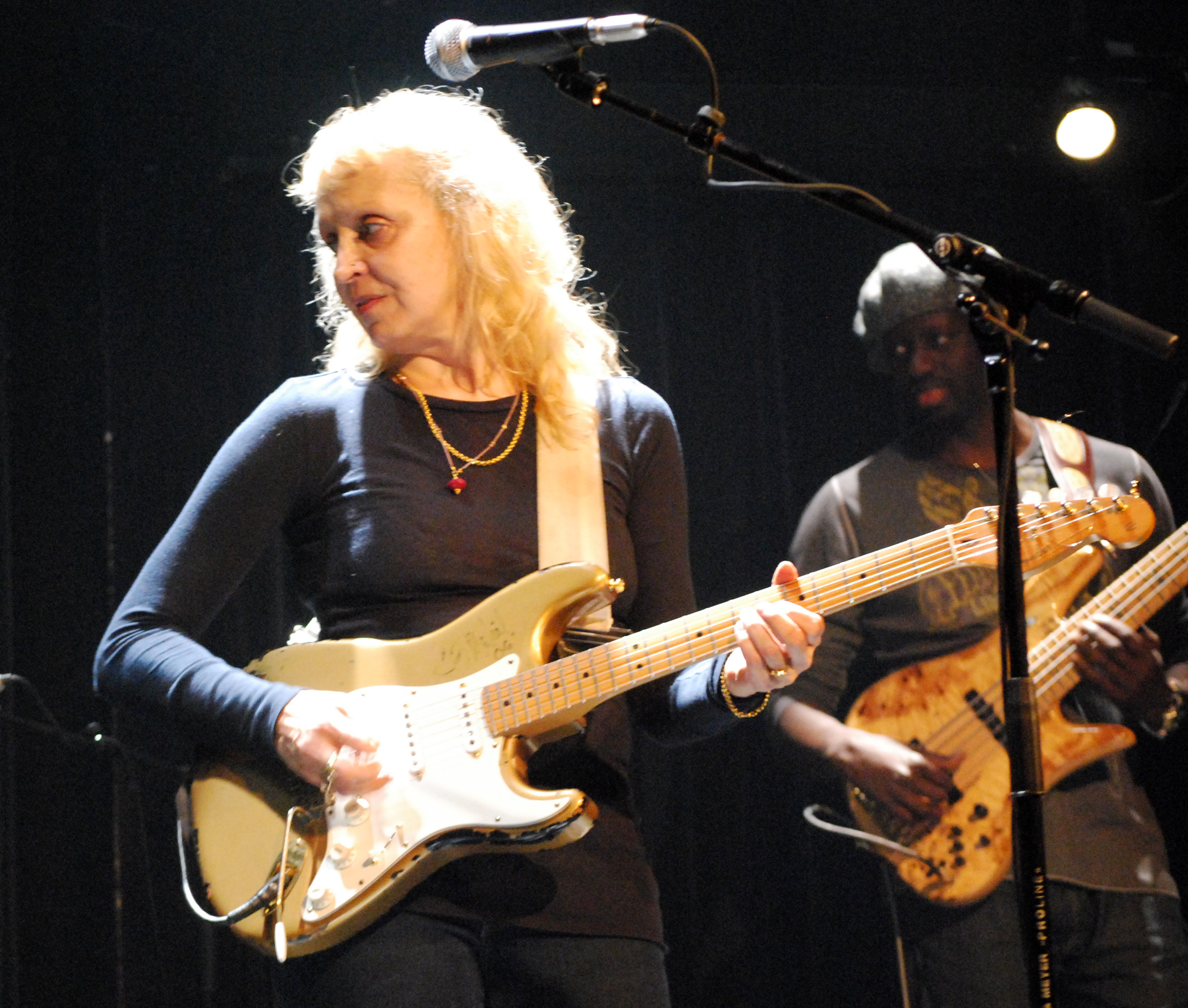
Leni Stern, 2009

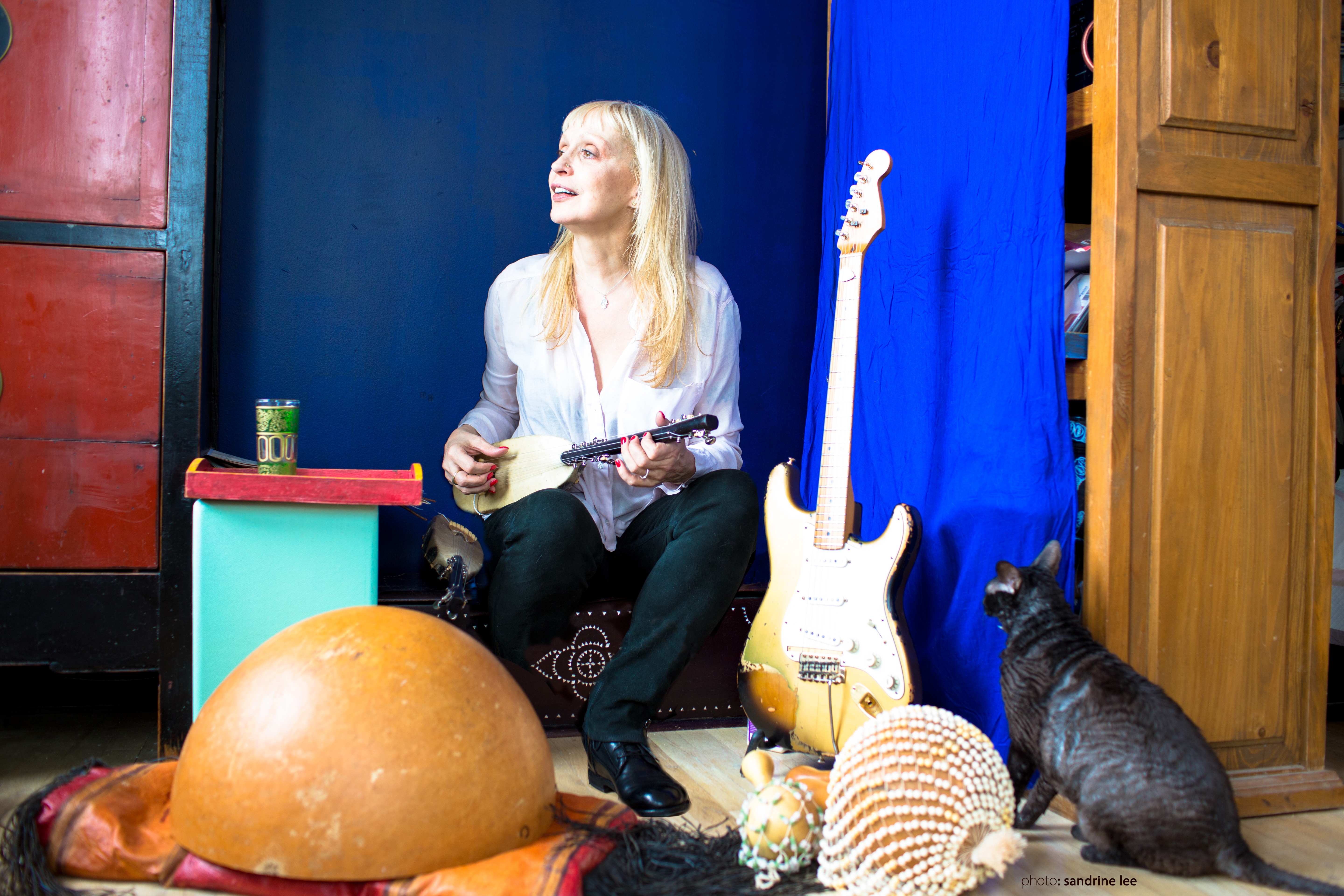
Leni Stern

Leni Stern (geborene Magdalena Thora; * 28. April 1952 in München) ist eine deutsche Jazz-Gitarristin, -Sängerin und -Pianistin.

## Leben
Sie war schon früh an Musik interessiert und begann im Alter von sechs Jahren Klavier zu spielen, und mit elf Gitarre. Mit 17 Jahren gründete sie eine eigene Schauspielgruppe und arbeitete später – noch unter ihrem Geburtsnamen – auch als Fernsehschauspielerin, unter anderem mit Hanns Dieter Hüsch in der ARD-Serie „Goldener Sonntag“.
1977 wandte sie sich stärker der Musik zu und ging in die USA, um am Berklee College of Music in Boston zu studieren. Über den Gitarristen Bill Frisell, bei dem sie Unterricht hatte, lernte sie ihren heutigen Ehemann, den Gitarristen Mike Stern kennen. 1981 zog sie nach New York und spielte als Gitarristin in verschiedenen Rock- und Jazz-Bands. 1983 gründete sie eine eigene Band mit Schlagzeuger Paul Motian und Bill Frisell und veröffentlichte 1985 ihr erstes Album unter eigenem Namen: Clairvoyant.
Ihre Cover-Version von Laura Nyros Song Upstairs by a Chinese Lamp erschien auf dem Tributealbum Time and Love: The Music of Laura Nyro. Seit 1997 veröffentlicht sie ihre Alben auf ihrem eigenen Plattenlabel Leni Stern Recordings (LSR), das Jazz und Musik von Singer-Songwritern herausgibt. Viermal wurde sie als Best Female Jazz Guitarist mit dem „Gibson Award“ ausgezeichnet.

## Diskografische Hinweise
- Clairvoyant (1985)
- Closer to the Light (1990)
- Ten Songs (1992)
- Like One (1993)
- Words (1995)
- Separate Cages (1996) (mit Wayne Krantz)
- Black Guitar (1997)
- Recollection (1998)
- Kindness of Strangers (2000)
- Finally the Rain Has Come (2002)
- Ice Cold Water (EP) (2003)
- When Evening Falls (2004)
- Love Comes Quietly (2006)
- Alu Mayé (Have You Heard) (2007)
- Sabani (2011)
- Smoke, No Fire (2012)
- Jelell (2013)